# Hallam Movius
Hallam Leonard Movius (28 novembre 1907 - 30 mai 1987) est un préhistorien américain, connu pour ses travaux concernant la période paléolithique.

## Carrière
Hallam Movius est né à Newton, dans le Massachusetts, et a étudié au Harvard College où il reçut son diplôme en 1930. Après avoir obtenu son doctorat à l'université Harvard et servi dans la 12th Air Force en Afrique du Nord et en Italie pendant la Seconde Guerre mondiale, il est retourné à Harvard et y est devenu professeur d'archéologie. Finalement, il est également devenu conservateur de l'archéologie paléolithique au musée Peabody d'archéologie et d'ethnologie.

## Ligne de Movius
En 1948, il proposa l'existence d'une ligne, depuis appelée ligne de Movius, séparant l'Europe, l'Afrique et l'Asie occidentale, où l'Acheuléen était attesté, de l'Asie de l'Est, où l'on trouvait seulement des industries de galets aménagés. Longtemps admise, cette ligne a été depuis remise en question, puisqu'on a trouvé plus tard des industries de type acheuléen notamment en Chine et en Indonésie.

## Fouilles en France
Il étudia la culture aurignacienne du Paléolithique supérieur en France, en effectuant notamment des fouilles à l'Abri Pataud, aux Eyzies-de-Tayac, en Dordogne, de 1958 à 1973.